# Rezerwat przyrody Torfowisko Toporzyk
Rezerwat przyrody „Torfowisko Toporzyk” – torfowiskowy rezerwat przyrody o powierzchni 43,07 ha, położony w województwie zachodniopomorskim, w powiecie świdwińskim, w gminie Połczyn-Zdrój, 2 km na północ od wsi Toporzyk, 0,7 km na zachód od drogi wojewódzkiej nr 173 do Połczyna-Zdroju. Został utworzony na mocy zarządzenia Ministra Ochrony Środowiska, Zasobów Naturalnych i Leśnictwa z dnia 12 listopada 1996.
Rezerwat położony jest w otoczeniu gruntów rolnych i nieużytków, na terenie otuliny Drawskiego Parku Krajobrazowego oraz obszaru specjalnej ochrony ptaków sieci Natura 2000 „Ostoja Drawska” PLB320019.
Celem ochrony jest zachowanie torfowiska wysokiego i przejściowego wraz z reliktowymi zbiorowiskami roślinnymi, zwłaszcza mszaru wrzoścowego (Erico-Sphagnetum magellanici), brzeziny bagiennej (Vaccinio uliginosi-Betuletum), boru bagiennego (Vaccinio uliginosi-Pinetum), łozowisko (Salicetum pentandro-cinereae), olsu torfowcowego (Sphagno squarrosi-Alnetum), kwaśnej buczyny niżowej (Luzulo pilosae-Fagetum), żyznej buczyny niżowej (Galio odorati-Fagetum), grądu subatlantyckiego (Stellario holosteae-Carpinetum betuli). Oraz ochrona cennych gatunków, w szczególności mchów tofrowców (Sphagnum palustre, S. subsecundum, S. magellanicum, S. flexuosum, S. subnites, S. rubellum, S. capillifolium), paprotników – widłaka jałowcowatego (Lycopodium annotinum), paprotki zwyczajnej (Polypodium vulgare), narecznicy grzebieniastej (Dryopteris cristata), roślin nasiennych – rosiczki długolistnej (Drosera anglica), rosiczki pośredniej (Drosera intermedia), rosiczki okrągłolistnej (Drosera rotundifolia), wrzośca bagiennego (Erica tetralix), podkolana białego (Platanthera bifolia), bagna zwyczajnego (Ledum palustre), turzycy bagiennej (Carex limosa), pływacza drobnego (Utricularia minor), modrzewnicy zwyczajnej (Andromeda polifolia), żurawiny drobnolistkowej (Oxycoccus microcarpus), płazów – traszki zwyczajnej (Triturus vulgaris), kumaka nizinnego (Bombina bombina), grzebiuszki ziemnej (Pelobates fuscus), ropuchy szarej (Bufo bufo), rzekotki drzewnej (Hyla arborea), żaby jeziorkowej (Rana lessonae), żaby trawnej (Rana temporaria), żaby moczarowej (Rana arvalis), żaby wodnej (Rana kl. esculenta).
Z rzadkich gatunków grzybów w 2017 r. w rezerwacie podano stanowisko płaskosza pędowego modrzewnicy (Exobasidium karstenii).
Rezerwat znajduje się na terenie Nadleśnictwa Połczyn (leśnictwo Smołdzięcino). Nadzór nad rezerwatem sprawuje Regionalny Dyrektor Ochrony Środowiska w Szczecinie. Na mocy planu ochrony ustanowionego w 2007 roku, obszar rezerwatu objęty jest ochroną czynną.
0,7 km na północny wschód (odcinek drogą wojewódzką nr 173) prowadzi znakowany czerwony turystyczny Szlak „Solny” do Połczyna-Zdroju.